# The Fable of the Undecided Brunette
The Fable of the Undecided Brunette è un cortometraggio muto del 1916. Il nome del regista non viene riportato.
Il soggetto è tratto da una storia dello scrittore George Ade con protagonista la giornalista Marie Manning, conosciuta dal grande pubblico sotto lo pseudonimo di Beatrice Fairfax, con cui firmava la sua popolarissima rubrica, Dear Beatrice Fairfax, creata nel 1898.

## Produzione
Il film fu prodotto dalla Essanay Film Manufacturing Company.

## Distribuzione
Distribuito dalla General Film Company, il film - un cortometraggio di una bobina - uscì nelle sale cinematografiche USA il 21 giugno 1916.